# 制止殺手機器人運動

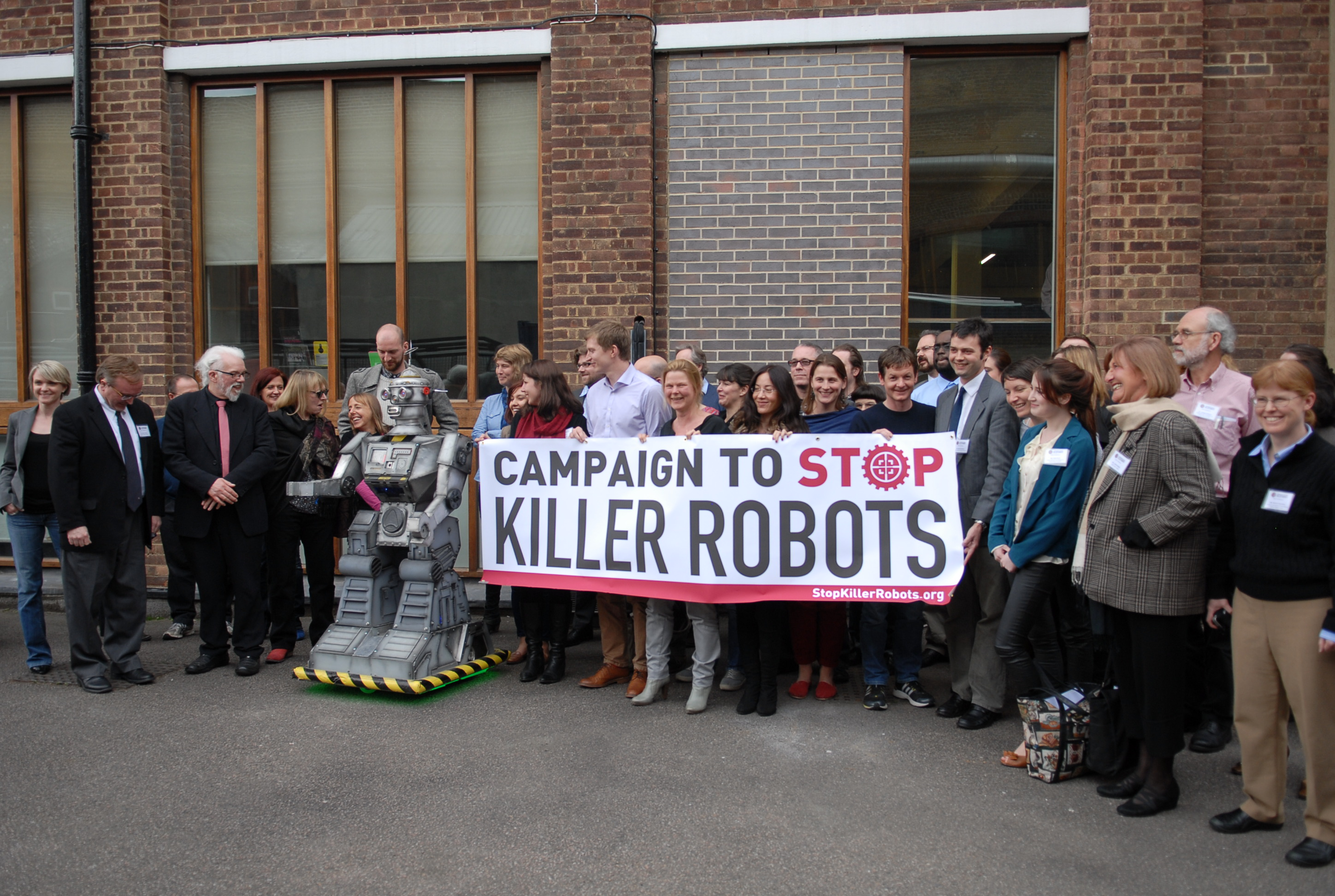
制止殺手機器人運動於 2013 年 4 月在倫敦發起。

制止殺手機器人運動(英語：Campaign to Stop Killer Robots)是一個非政府組織聯盟，旨在先發製人地禁止致命的自主武器。

## 外部連結
- 官方网站